# Hovea tasmanica
Hovea tasmanica là một loài thực vật có hoa trong họ Đậu. Loài này được I.Thomps. & J.H.Ross miêu tả khoa học đầu tiên.